# Зубковка
Зубковка (укр. Зубківка) — село, Цибульковский сельский совет, Царичанский район, Днепропетровская область, Украина.
Код КОАТУУ — 1225685003. Население по переписи 2001 года составляло 56 человек.

## Географическое положение
Село Зубковка находится на расстоянии в 1 км от сёл Рудка, Саловка и Новосёловка. Вокруг села много заболоченных озёр — остатки древнего русла.